# Valentino Garavani

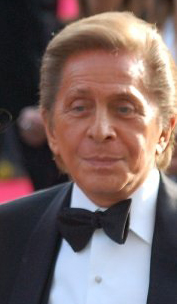
Valentino in Cannes

Valentino Garavani (Voghera, 11 mei 1932) is een Italiaans modeontwerper.
In 1949 verhuisde Garavani naar Parijs vanuit Rome na Franse lessen genomen te hebben. Hij studeerde aan de École des Beaux Arts en "Chambre Syndicale de la Couture Parisienne". Later werkte hij samen met Guy Laroche.
Hij keerde eind jaren vijftig terug naar Rome en was leerling van modeontwerper Emilio Schuberth en verfijnde vervolgens zijn stijl in het atelier van Vincenzo Ferdinandi. In 1960 verhuisde hij naar de Via Condotti en werd hij ontdekt door enkele beroemdheden die Rome bezochten. Zijn carrière begon nu pas echt.
Garavani bracht onder andere haute couture, prêt-à-porter en een kinderkledinglijn uit onder zijn eigen naam, Valentino.
In 2006 had hij een rolletje als zichzelf in The Devil Wears Prada. De succesvolle documentaire film Valentino: The Last Emperor had zijn wereldpremière op het Filmfestival van Venetië en speelde in Amerikaanse filmzalen. De filmmakers hadden toegang tot het leven achter de schermen van Valentino en zijn omgeving.

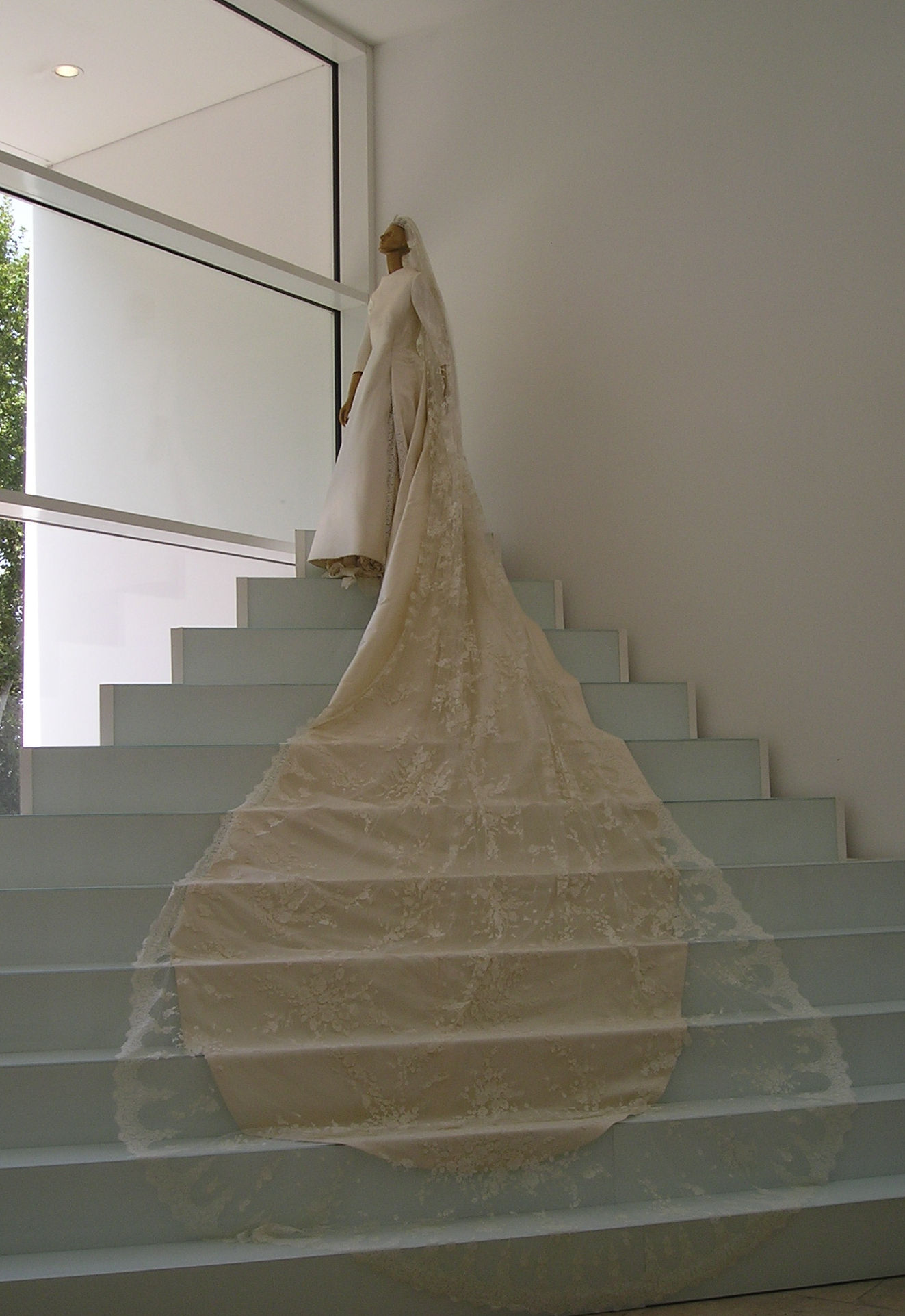
Trouwjurk ontworpen door Valentino Garavani
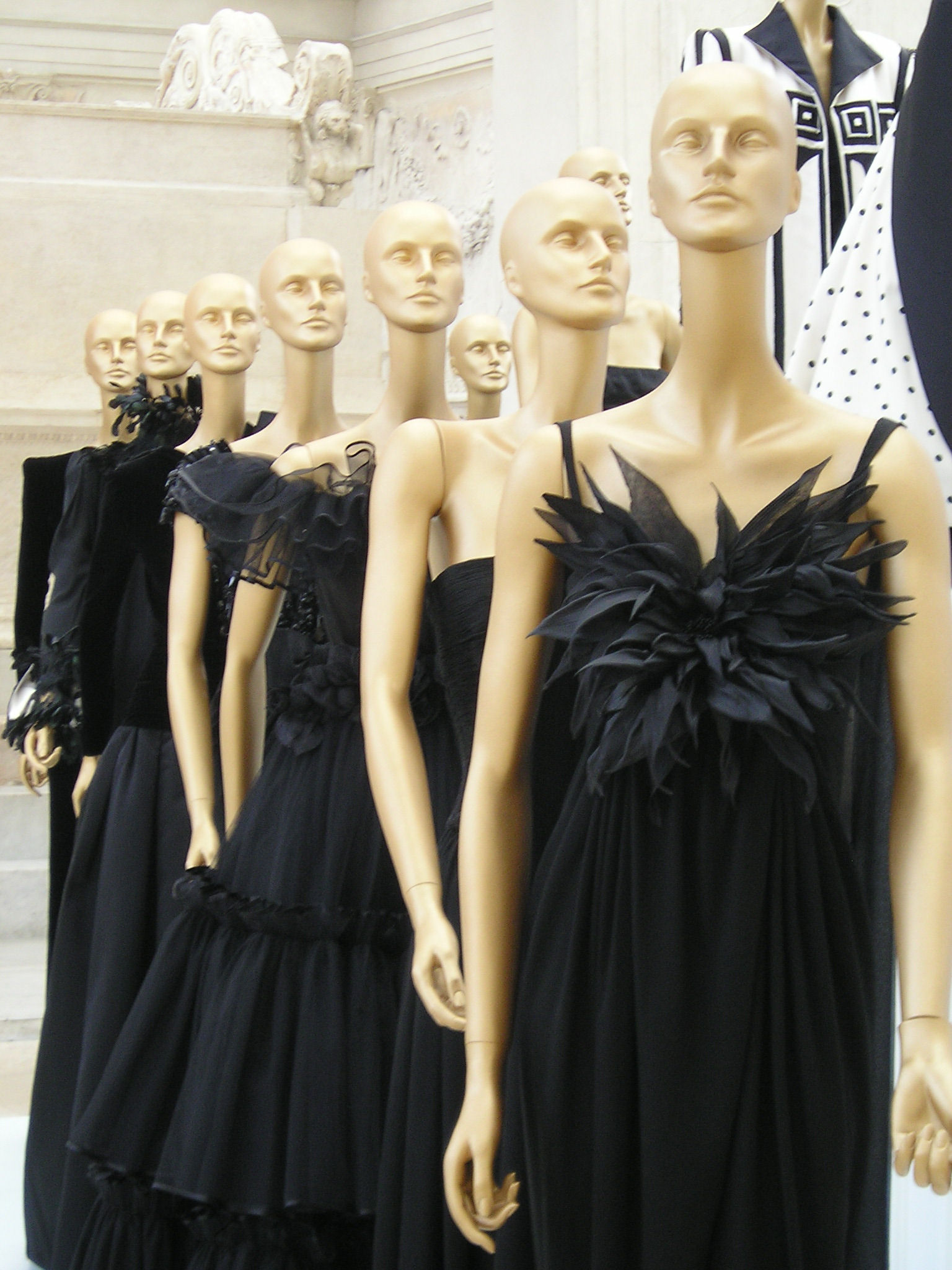
Ontwerpen van Valentino Garavani